# Highmark Stadium
Das Highmark Stadium ist ein Football-Stadion in der US-amerikanischen Stadt Orchard Park, einem Vorort von Buffalo, im Bundesstaat New York. Nach dem Bau hieß es 25 Jahre lang Rich Stadium, dann 18 Jahre lang Ralph Wilson Stadium und von 2016 bis 2020 New Era Field. In der Spielsaison 2020 wurde es als Bills Stadium bezeichnet. Es ist die Heimat des Franchises der Buffalo Bills aus der NFL. Die maximale Fassungsvermögen des Stadions liegt momentan bei 71.608 Zuschauern. Die höchste Zuschauerzahl versammelte sich am 4. Oktober 1992 im Stadionrund beim Spiel der Bills gegen die Miami Dolphins. 80.368 Zuschauer verfolgten die Partie.

## Geschichte
Das Stadion wurde am 17. August 1973 eröffnet und ist der Nachfolger des War Memorial Stadium. Von 1973 bis 1998 trug die Spielstätte den Namen Rich Stadium und wurde dann nach dem Gründer und Besitzer der Buffalo Bills, Ralph Wilson (1918–2014) umbenannt.
Bei der Renovierung des Stadions im Jahr 1984 wurde die Kapazität des Stadions auf 80.290 Plätze erweitert. 1994 eine 31,5 Fuß hohe und 41,5 Fuß breite Anzeigetafel eingebaut, die 2007 durch eine größere (33,5 × 82,2 Fuß) HD-Anzeigetafel ersetzt wurde.
Am 1. Januar 2008 fand im Ralph Wilson Stadium das NHL Winter Classic statt, in dem die Buffalo Sabres und die Pittsburgh Penguins aus der nordamerikanischen Eishockeyliga NHL gegeneinander antraten. Es ist das zweite Freiluft-Spiel in der Geschichte der NHL.
Anfang Juni 2016 riet der NFL-Commissioner Roger Goodell den Buffalo Bills den baldigen Umbau bzw. Neubau ihres über vierzig Jahre alten Stadions. Für einen Neubau signalisierte Goodell bereits Unterstützung durch die Liga. Dabei wurden erst 2014 insgesamt 114 Mio. US-Dollar in das Stadion investiert. Ein Neubau ist seit einigen Jahren im Gespräch. Ohne ein neues Stadion drohe die Verlegung des Teams in eine andere Stadt wie Toronto. 2014 wechselte der Besitzer des Bills. Terry Pegula, der schon der Besitzer der Buffalo Sabres (NHL) ist, übernahm das Franchise und kündigte ein neues Stadion in Buffalo an, ohne aber konkretere Angaben zu machen.
Am 13. August 2016 gaben die Buffalo Bills bekannt, dass man sich mit der New Era Cap Company, Inc., ein Hersteller von Baseballcaps aus Buffalo, auf einen Vertrag über den Sponsorenname der Heimstätte der Bills geeinigt hat. Am 18. August verkündete man gemeinsam, das die Spielstätte zukünftig den Namen New Era Field tragen wird. Der Vertrag hat eine Laufzeit von sieben Jahren bis 2023.
Am 29. Dezember 2017 fand im Stadion vor 44.592 Zuschauern das erste Freiluftspiel im Rahmen der Eishockey-Weltmeisterschaft der U20-Junioren zwischen den USA und Kanada statt.
Im Juli 2020 wurde der Sponsorvertrag auf Wunsch von New Era Cap Company vorzeitig aufgelöst. Das Unternehmen hatte eine dreistellige Zahl an Angestellten entlassen. Dies wurde von lokalen Politikern kritisiert. In einer gemeinsamen Erklärung der Buffalo Bills und der New Era Cap Company wurde bekannt, dass man gegenwärtig über die Einzelheiten der Vertragsauflösung verhandelt und die Bills auf die Suche nach einem neuen Namenspartner gehen. Derzeit wird die Spielstätte nur als The Stadium bezeichnet. Die auf sieben Jahre ausgelegte Vereinbarung brachte den Buffalo Bills jährlich vier Mio. US-Dollar ein. Am 24. Juli wurde die Beschilderung am Stadion abmontiert. Bis ein neuer Sponsor gefunden ist, wird die Spielstätte den temporären Namen Bills Stadium tragen.
Ende März 2021 wurde bekanntgegeben, dass Highmark Blue Cross Blue Shield of Western New York, ein Gesundheitsunternehmen, als neuer Sponsor auftritt und die Heimat der Bills in Highmark Stadium umbenannt wird.

### Zukunft
Seit 2023 erfolgt der Bau eines Stadions gegenüber dem Highmark Stadium, das bis 2026 für 1,4 Mrd. US-Dollar fertiggestellt werden soll. Später soll das alte Stadiongelände in eine Parkplatzfläche verwandelt werden.

## Galerie

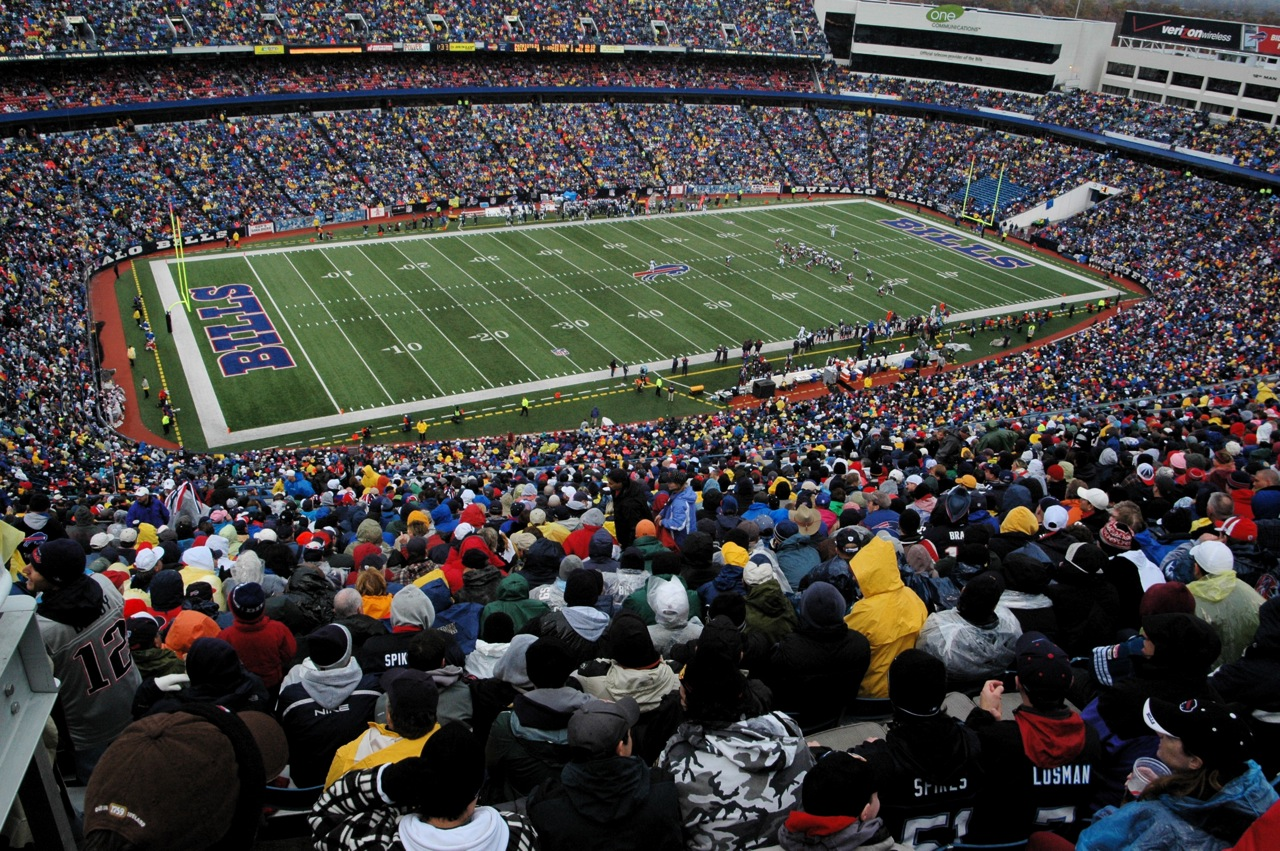
Ralph Wilson Stadium (2006)
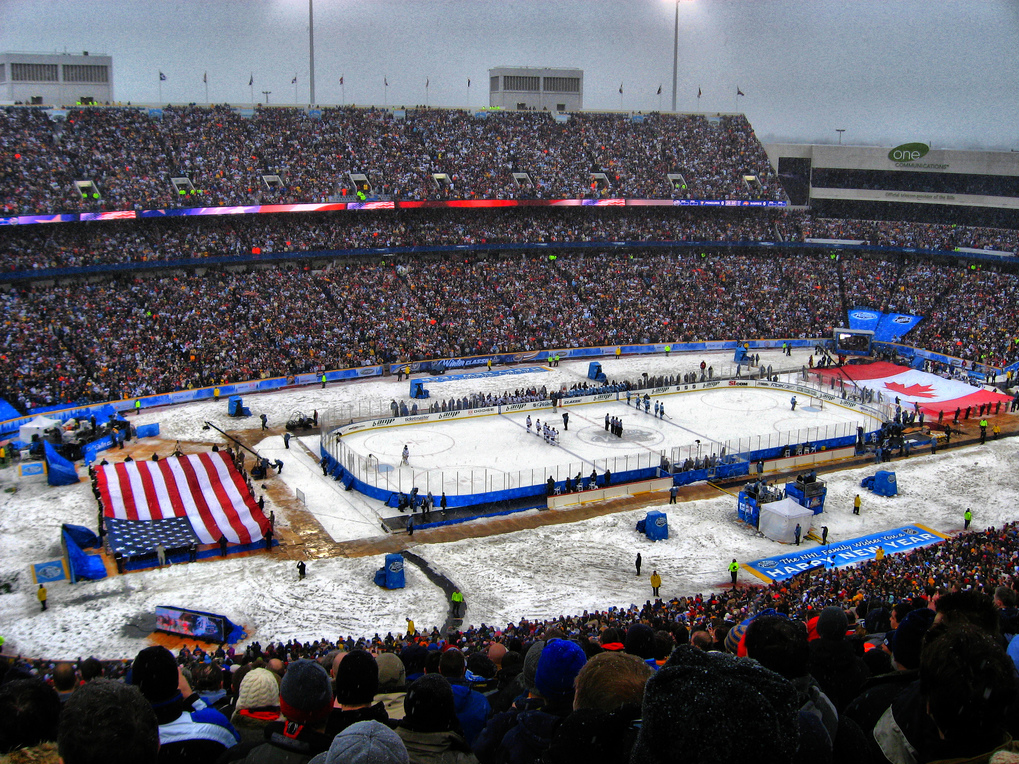
NHL Winter Classic 2008
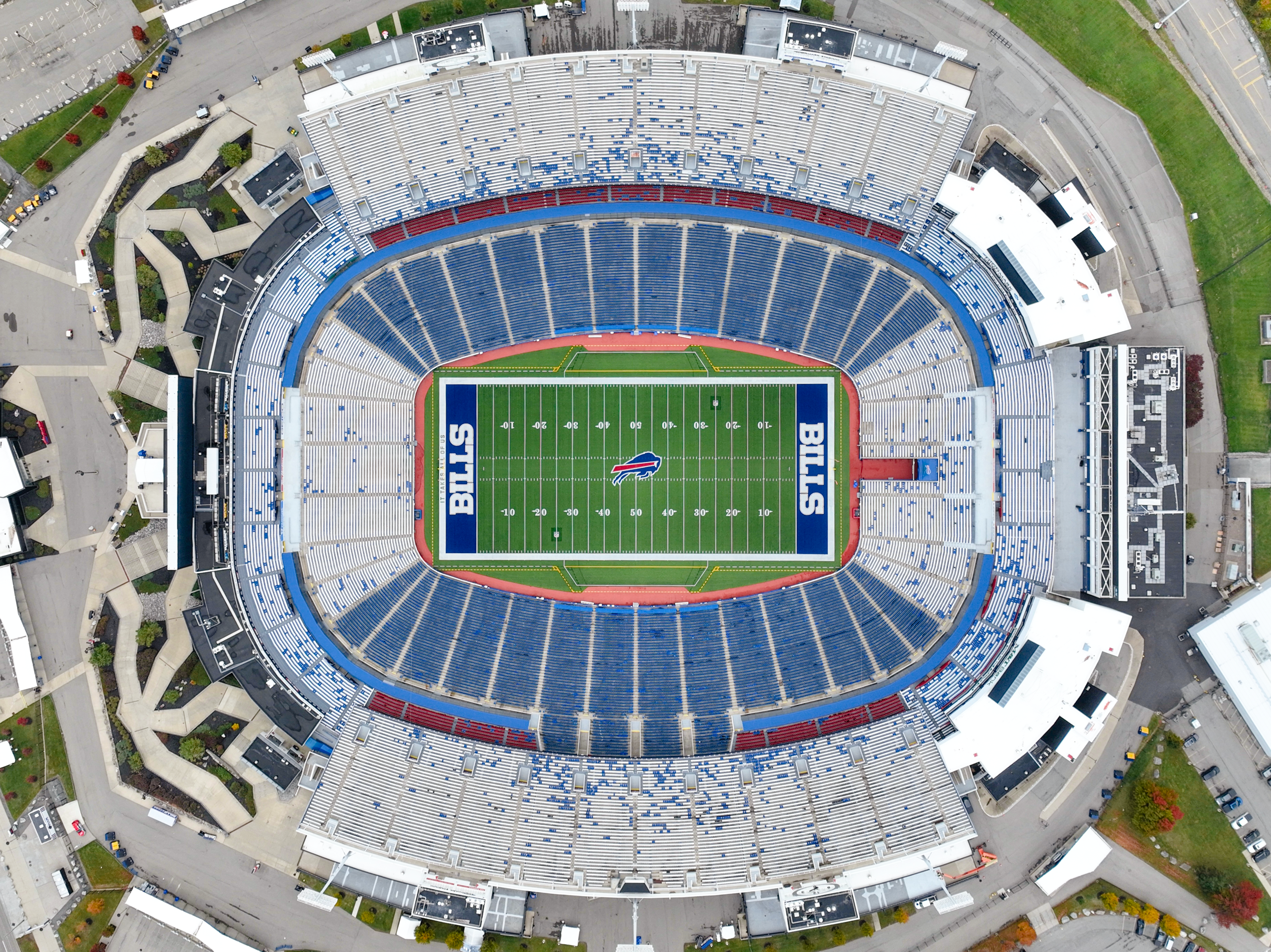
Von oben